# Lago Seul
Il lago Seul (Lac Seul) è un lago del Canada, situato nel nord-ovest dell'Ontario. A forma di mezzaluna, si estende per circa 241 km di lunghezza. La sua profondità massima è di 47,2 m, ed è posto a 357 m sul livello del mare. Fra i laghi completamente compresi all'interno dell'Ontario è il secondo per estensione, dopo il lago Nipigon. Nel lago entra il fiume English che poi ne esce proseguendo fino ad immettersi nel Fiume Winnipeg.